# Lampides neaethus
Lampides neaethus är en fjärilsart som beskrevs av Hans Fruhstorfer 1916. Lampides neaethus ingår i släktet Lampides och familjen juvelvingar. Inga underarter finns listade i Catalogue of Life.